# Résolution chirale
En stéréochimie, la résolution chirale est la séparation des énantiomères d'une molécule chirale, c'est-à-dire le procédé de séparation d'un composé racémique en ses énantiomères.
Un désavantage de la résolution chirale, comparativement à la synthèse asymétrique directe d'un des énantiomères, est qu'elle ne fournit que 50 % du même énantiomère.
Plusieurs méthodes de résolution chirale existent :
- environ 5 à 10 % des racémiques cristallisent sous forme de cristaux énantiomériquement purs[2] ;
- par réaction avec un composé optiquement pur, un racémique devient un mélange de deux diastéréoisomères qui peuvent être plus facilement séparés par des techniques physico-chimiques conventionnelles ;
- par chromatographie, avec une phase stationnaire ou un éluant chiral.

## Synonymes
- Dédoublement de racémates
- Séparation chirale
- Énantiopurification